# Новосеоци
Новосеоци (на сръбски: Новосеоци) е село в Босна и Херцеговина, разположено в община Соколац, в ентитета на Република Сръбска. Намира се на 841 метра надморска височина. Населението му според преброяването през 2013 г. е 9 души, от тях: 6 (66,66 %) бошняци, 3 (33,33 %) сърби.

## Население
Численост на населението според преброяванията през годините:
- 1961 – 216 души
- 1971 – 172 души
- 1981 – 127 души
- 1991 – 117 души
- 2013 – 9 души